# Elia Fornoni
Elia Fornoni (Bergamo, 29 maggio 1847 – Bergamo, 5 dicembre 1925) è stato un architetto e ingegnere italiano.

## Biografia

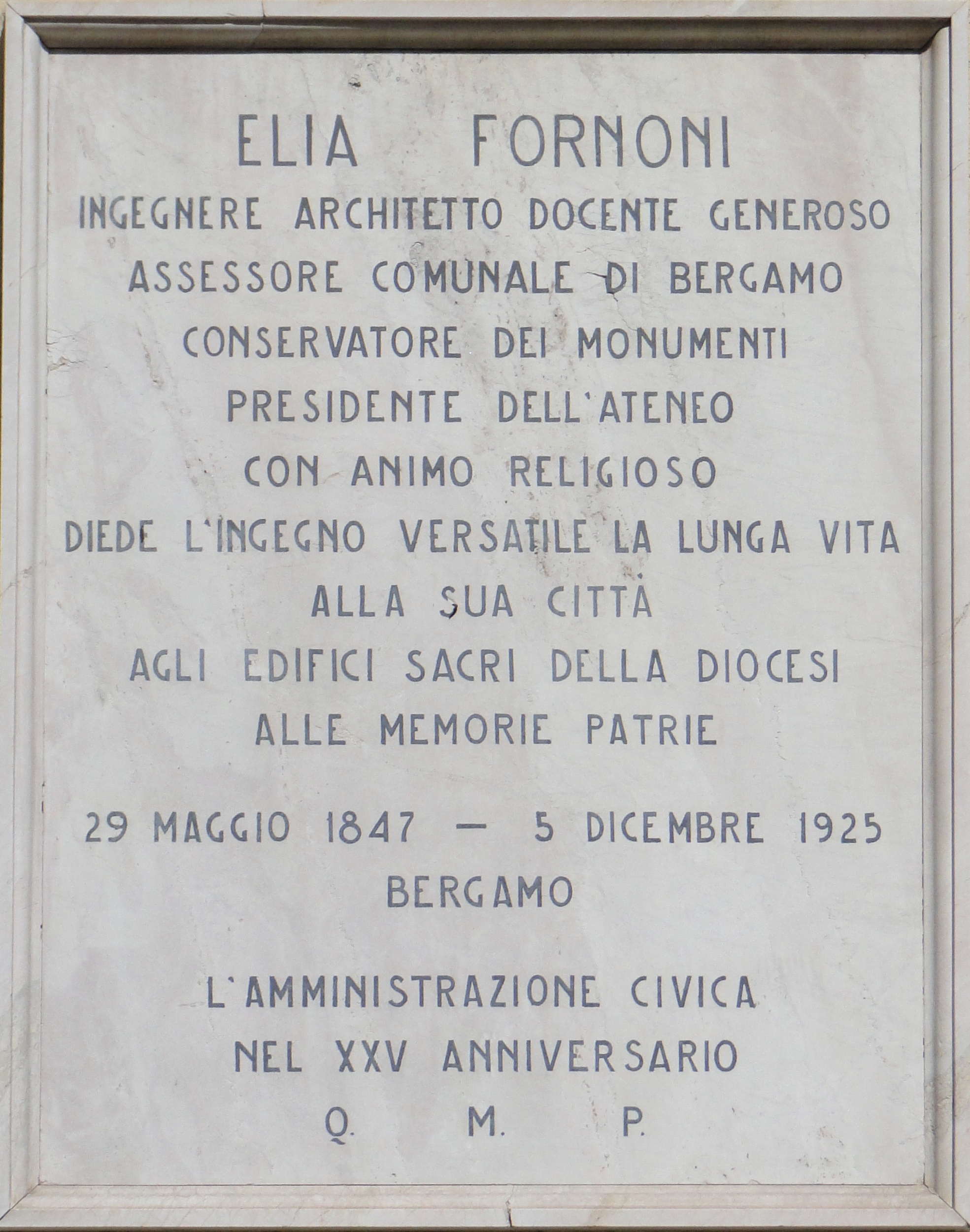
Epigrafe a Bergamo, Piazza Giuliani

Architetto ed ingegnere, visse ed operò a cavallo dei secoli XIX e XX, lavorando e distinguendosi principalmente nella provincia di Bergamo.
È tuttora ricordato sia per i suoi studi riguardanti settori di interesse locale che per i progetti di edifici civili e religiosi.
La sua versatilità lo portò a impegnarsi in numerosi ambiti: fu prima docente presso il circolo artistico bergamasco, poi rettore dell'ateneo di scienze, lettere ed arti dal 1902 al 1920, ed infine assessore presso il comune di Bergamo.
Pubblicò numerosi articoli e studi, tra tutti quello riguardante il medievale Ponte di Lemine (conosciuto anche come Ponte della Regina), anche se la sua opera principale, i “Manoscritti Fornoni” è rimasta inedita (a eccezione dei 17 voll. della Storia di Bergamo – trascritti da Paolo Oscar). Questa consisteva in 82 volumi che spaziavano nell'ambito storico-geografico locale e si divideva in: “Dizionario odeporico” (19 volumi), “Storia di Bergamo” (17 volumi), “Pittori bergamaschi” (9 volumi), “Pittori forestieri” (6 volumi), “Varie” (7 volumi), “Epigrafi” (3 volumi) e “Miscellanea di storia ed arte” (21 volumi).
Ma l'ambito in cui si distinse maggiormente fu la progettazione di edifici: in questo settore si assicurò gran parte delle commissioni di costruzione o rifacimento di chiese e ville nella provincia bergamasca, privilegiando lo stile neogotico, ma spaziando anche dallo stile neoclassico a quello neoromantico.

## Strutture civili

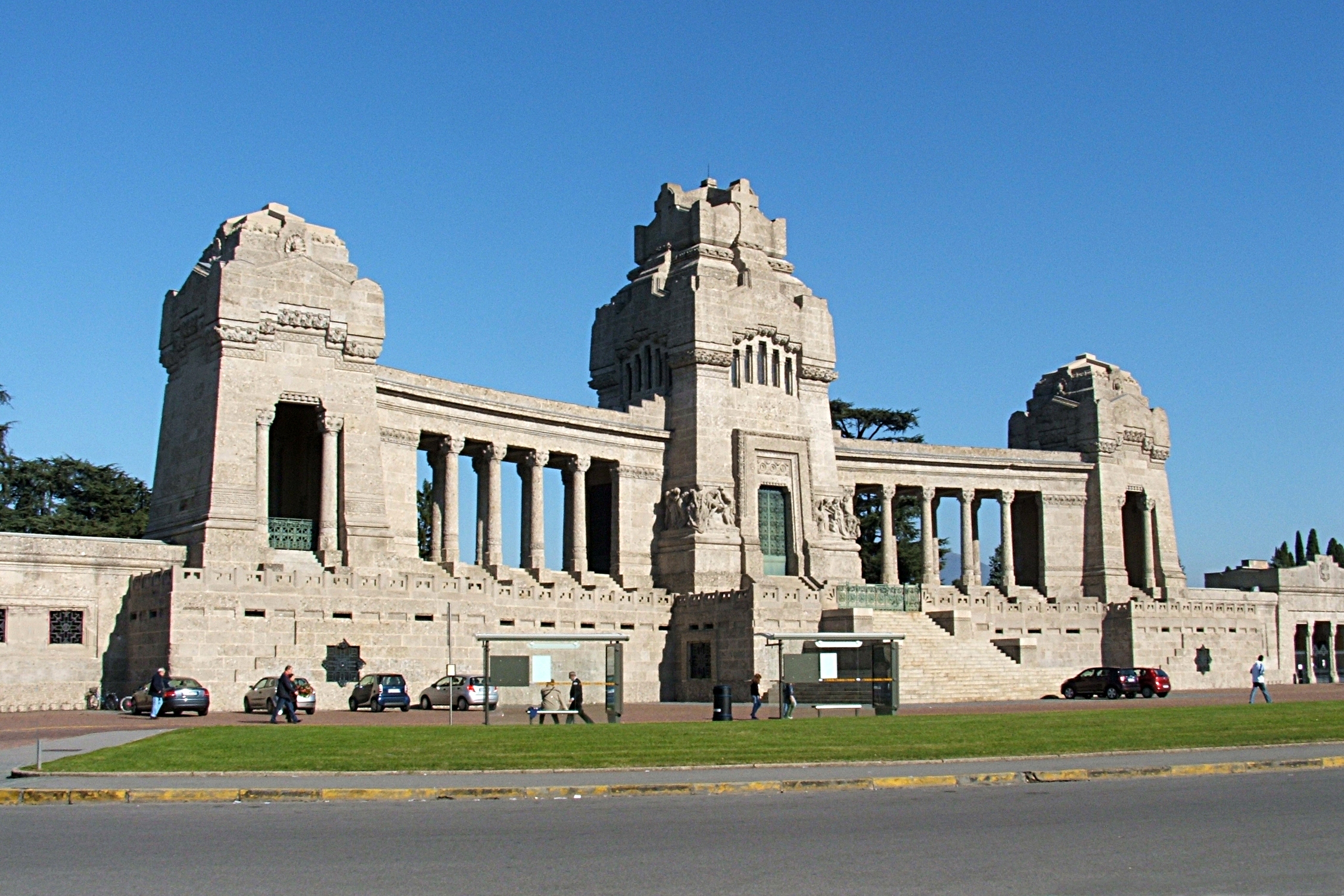
Cimitero municipale di Bergamo

- Manicomio provinciale, Bergamo (1888-1891)
- Famedio cimitero municipale, Bergamo (1913)
- Villa Belotti, Bergamo (1918)
- Ricovero Municipale, Bergamo (1921)
- Scuola d'Arte "A. Fantoni"
- Villa Romeri, Bergamo
- Villa Taglioli, Bergamo
- Villa Piccinelli, Bergamo
- Casa parrocchiale, Borgo canale (Bergamo)

## Strutture religiose

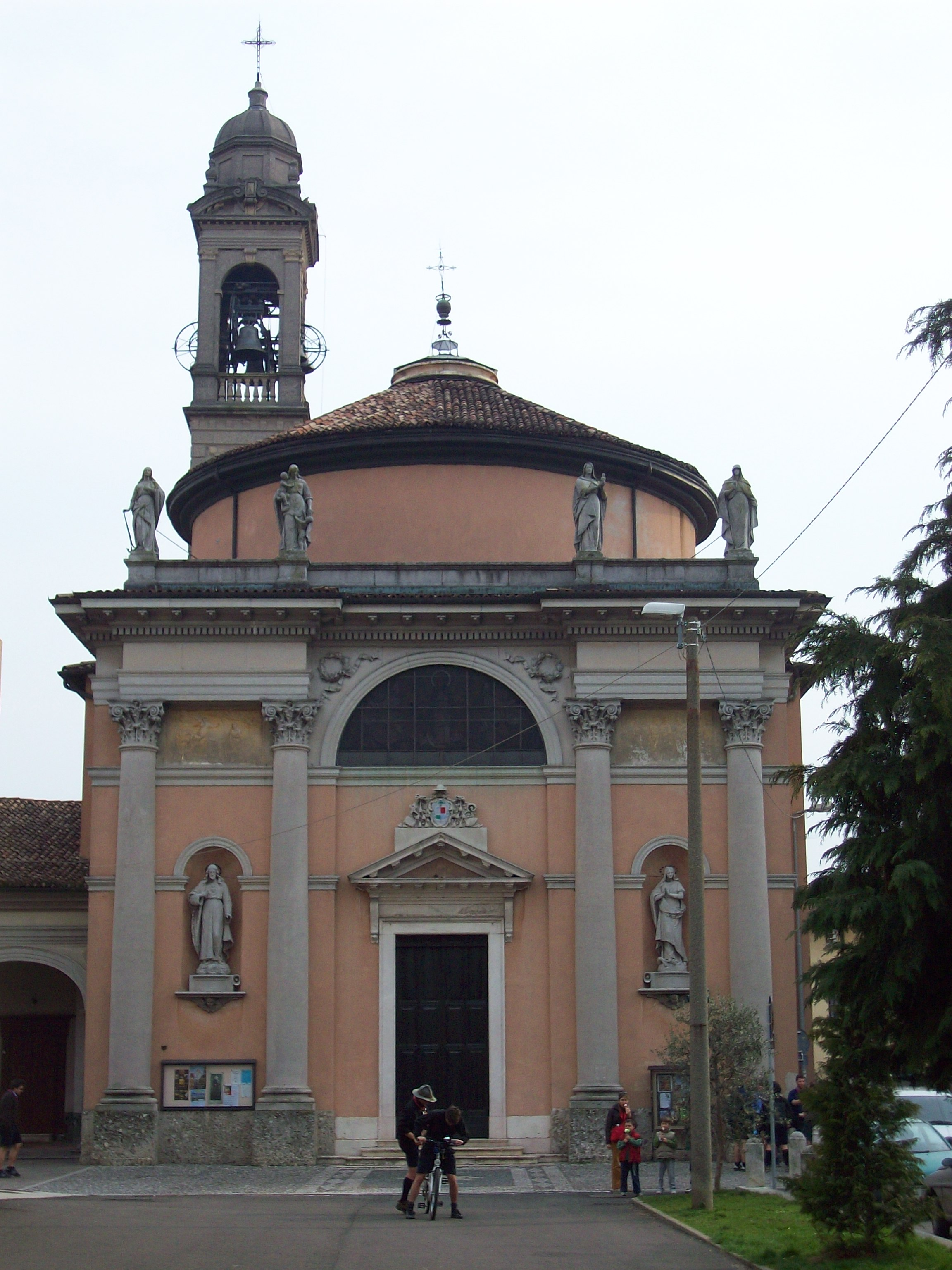
Chiesa parrocchiale della Beata Madonna di Loreto (Bergamo)

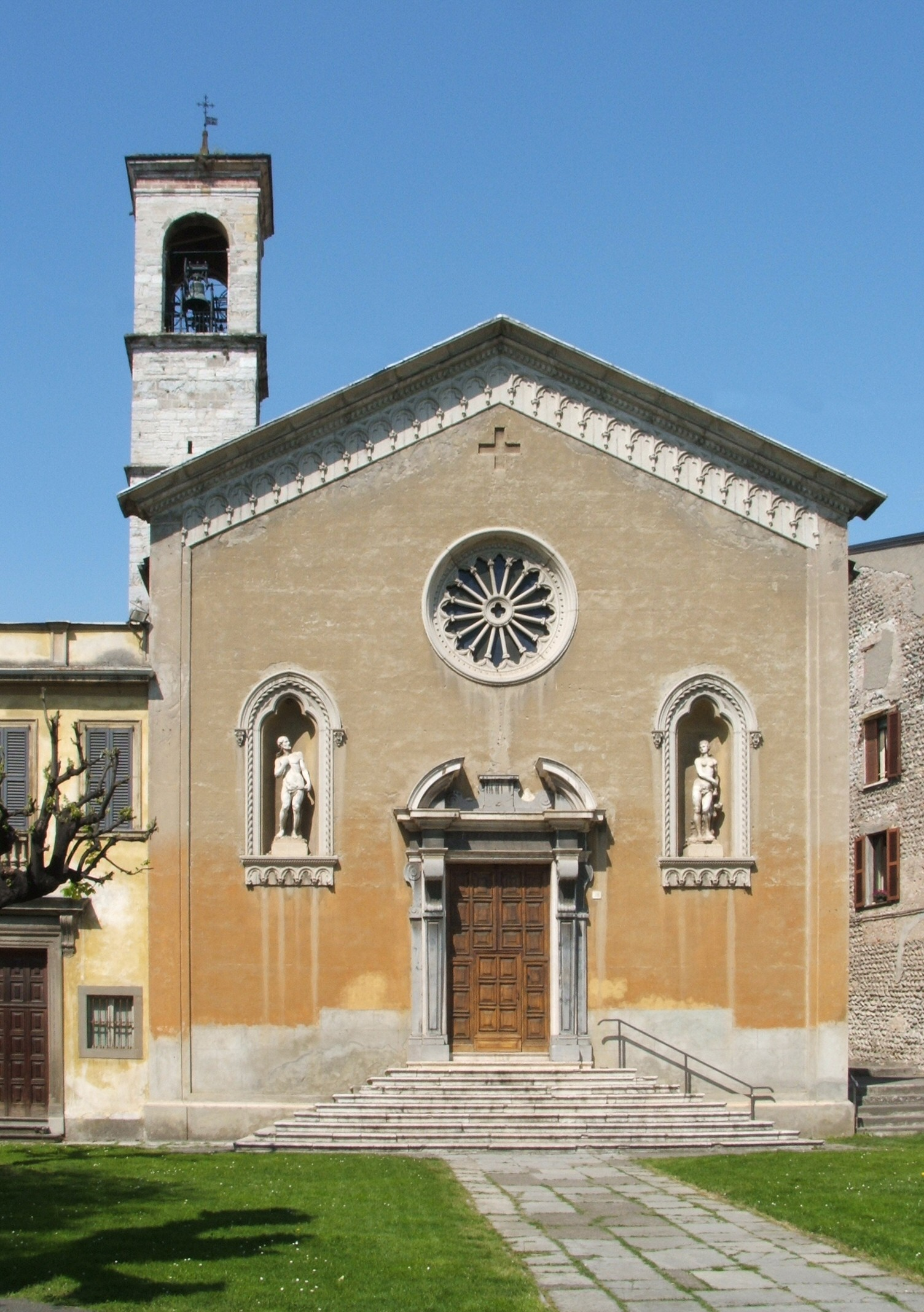
Chiesa di San Pietro (Alzano Lombardo)

- Chiesa parrocchiale della Natività di Maria, Monte di Nese di Alzano L. (BG): progetto ed esecuzione (1881)
- Chiesa parrocchiale di Sant'Antonio abate e San Giovanni Battista, Viadanica (Bg): altare maggiore (1884)
- Chiesa dell'Istituto Palazzolo, Bergamo: progetto ed esecuzione (1886)
- Chiesa parrocchiale di San Giovanni Battista, Brembilla, (1888)
- Chiesa parrocchiale Beata Vergine Maria Immacolata, Loreto (Bergamo): facciata (1888)
- Chiesa parrocchiale di San Lorenzo Martire, Redona (BG): esecuzione (1897)
- Chiesa parrocchiale di Sant'Evasio, Pedrengo (BG): esecuzione (1902)
- Chiesa parrocchiale di Sant'Agnese, Olginate (LC): facciata (1903-1904)
- Chiesa parrocchiale di S. Bartolomeo, Marne di Filago (BG): ristrutturazione (1904)
- Chiesa della Beata Vergine di Lourdes (o delle Congregazioni femminili), Romano di Lombardia (BG): progetto ed esecuzione (1906)
- Duomo di Bergamo: ristrutturazione (1906)
- Basilica di S. Defendente, Romano di Lombardia: pronao (1908)
- Chiesa parrocchiale di S. Maria Assunta, Solto Collina (BG): ristrutturazione (1908)
- Chiesa S. Maria Assunta, Onore (BG): Ristrutturazione (1909)
- Chiesa parrocchiale di San Benedetto, Abbazia di Albino (BG): ristrutturazione e rifacimento facciate (1909)
- Chiesa di S. Pietro, Alzano Lombardo (BG): ricostruzione (1910)
- Chiesa parrocchiale di S. Carlo Borromeo, Pognano (BG): progetto (1910)
- Chiesa parrocchiale Santi Pietro e Paolo, Boccaleone (BG): progetto ed esecuzione (1910)
- Santuario Madonna della Neve, Pradalunga (BG): ampliamento e rifacimento facciate (1910-1915)
- Chiesa parrocchiale Ss. Pietro e Paolo, Verdello (BG): ampliamento (1911)
- Chiesa parrocchiale di Santi Bartolomeo e Stefano, Lallio (BG): progetto ed esecuzione (1913)
- Chiesa parrocchiale di S. Pietro, Chignolo d'Isola (BG): confessionali (1913)
- Chiesa Parrocchiale di Tutti i Santi, Rovetta (BG): ristrutturazione (1913-1914)
- Chiesa Parrocchiale di San Giacomo, Piazzatorre (BG): ristrutturazione (1913-1914)
- Chiesa parrocchiale di Santa Maria Nascente, Coccaglio (BS): ristrutturazione (1914)
- Monastero S. Giacomo , Pontida (BG): ristrutturazione (1914)
- Chiesa parrocchiale del Sacro Cuore di Gesù, Bonate Sotto (BG): progetto (1924)
- Chiesa Padri Dehoniani, Albino (BG): progetto (1924)
- Chiesa del Carmine, Bergamo: facciata
- Chiesa di Santa Grata inter Vites, Bergamo: decorazioni interne
- Chiesa di S. Maria delle Grazie, Bergamo: pronao
- Chiesa di S. Caterina, Bergamo: pronao
- Santuario della beata Vergine Addolorata, Bergamo, facciata e cupola

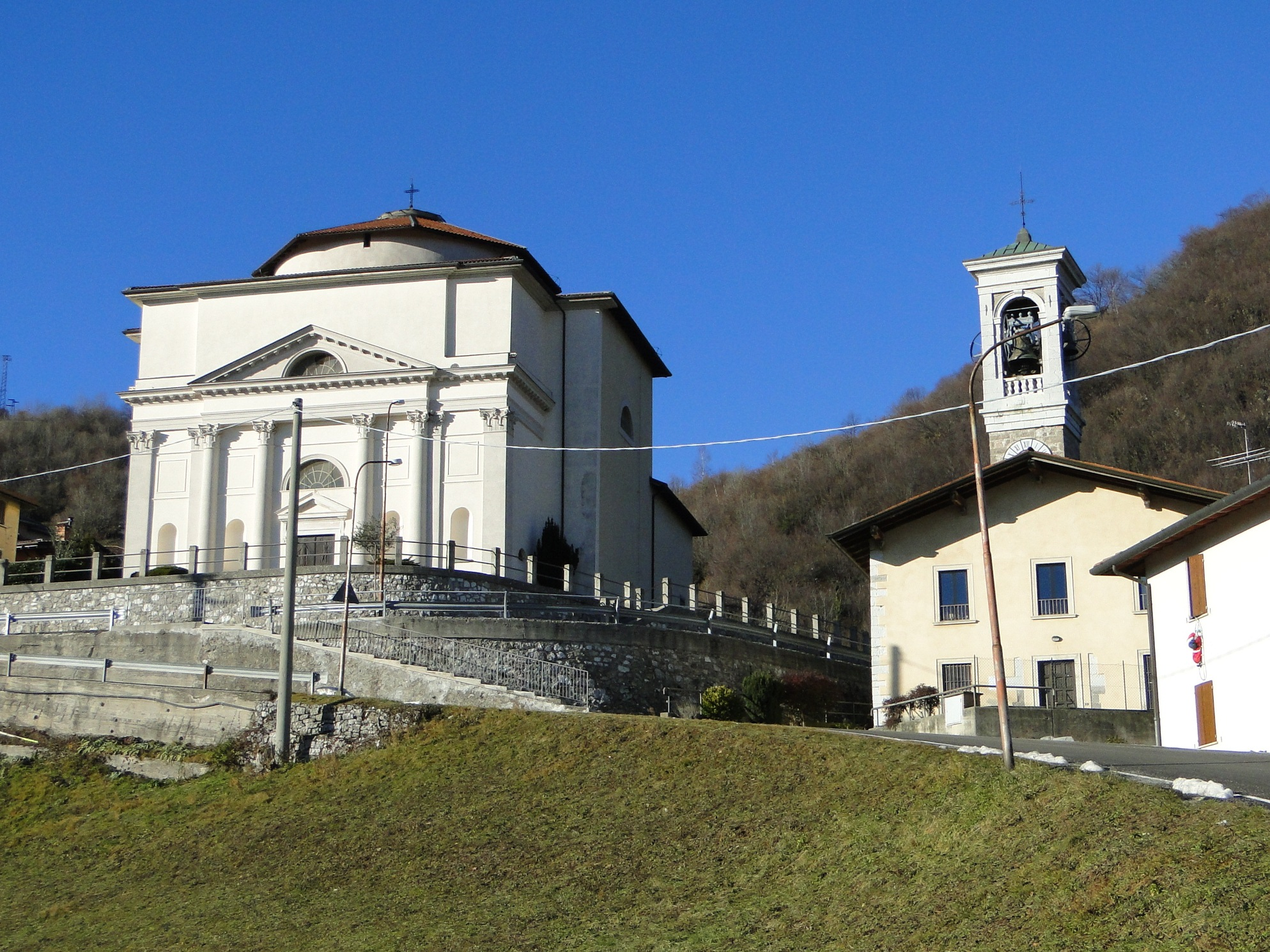
Chiesa parrocchiale della Natività di Maria, Monte di Nese (1881)
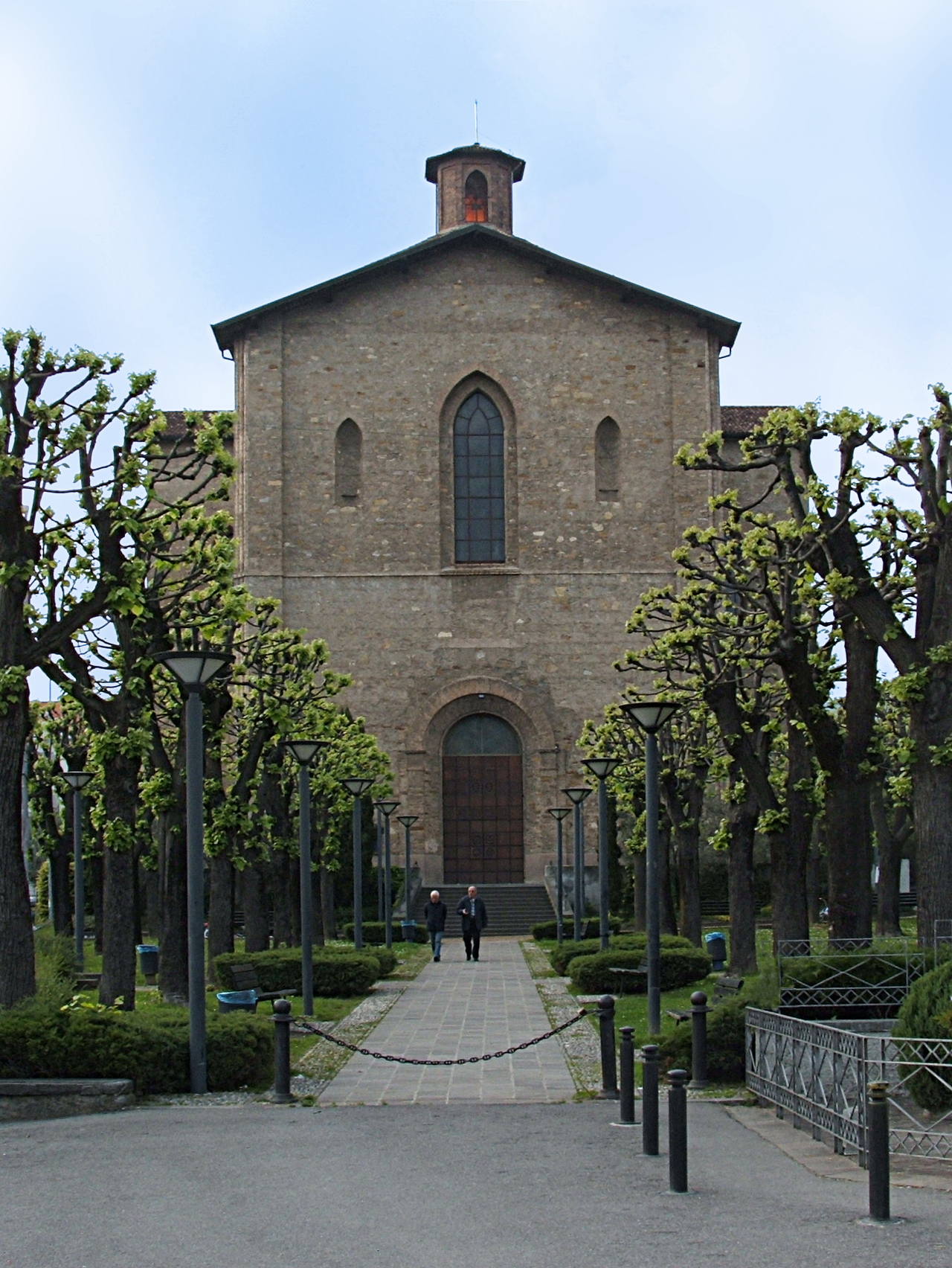
Chiesa parrocchiale di San Lorenzo Martire, Redona (1897)
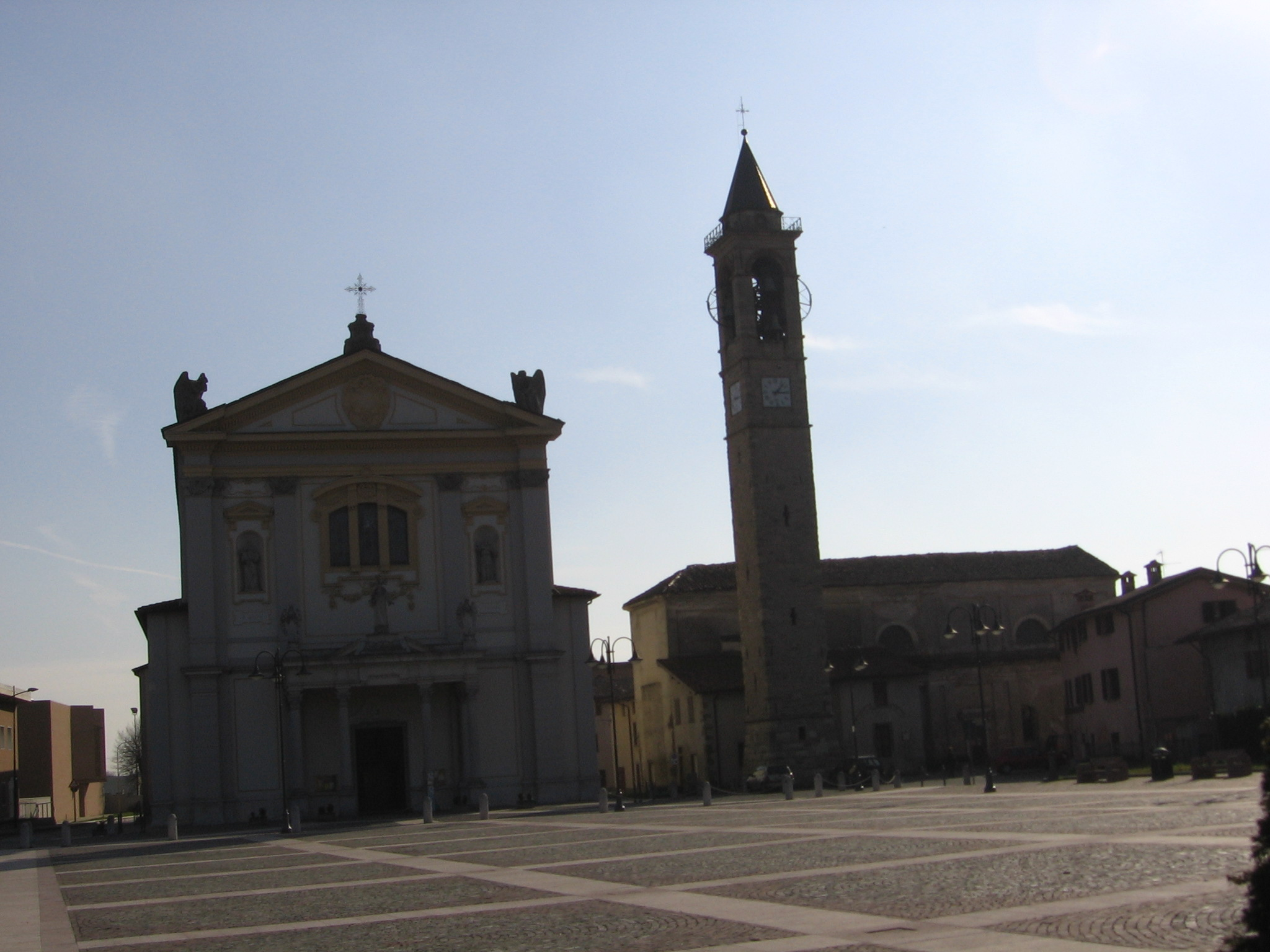
Chiesa parrocchiale di San Evasio, Pedrengo (1902)
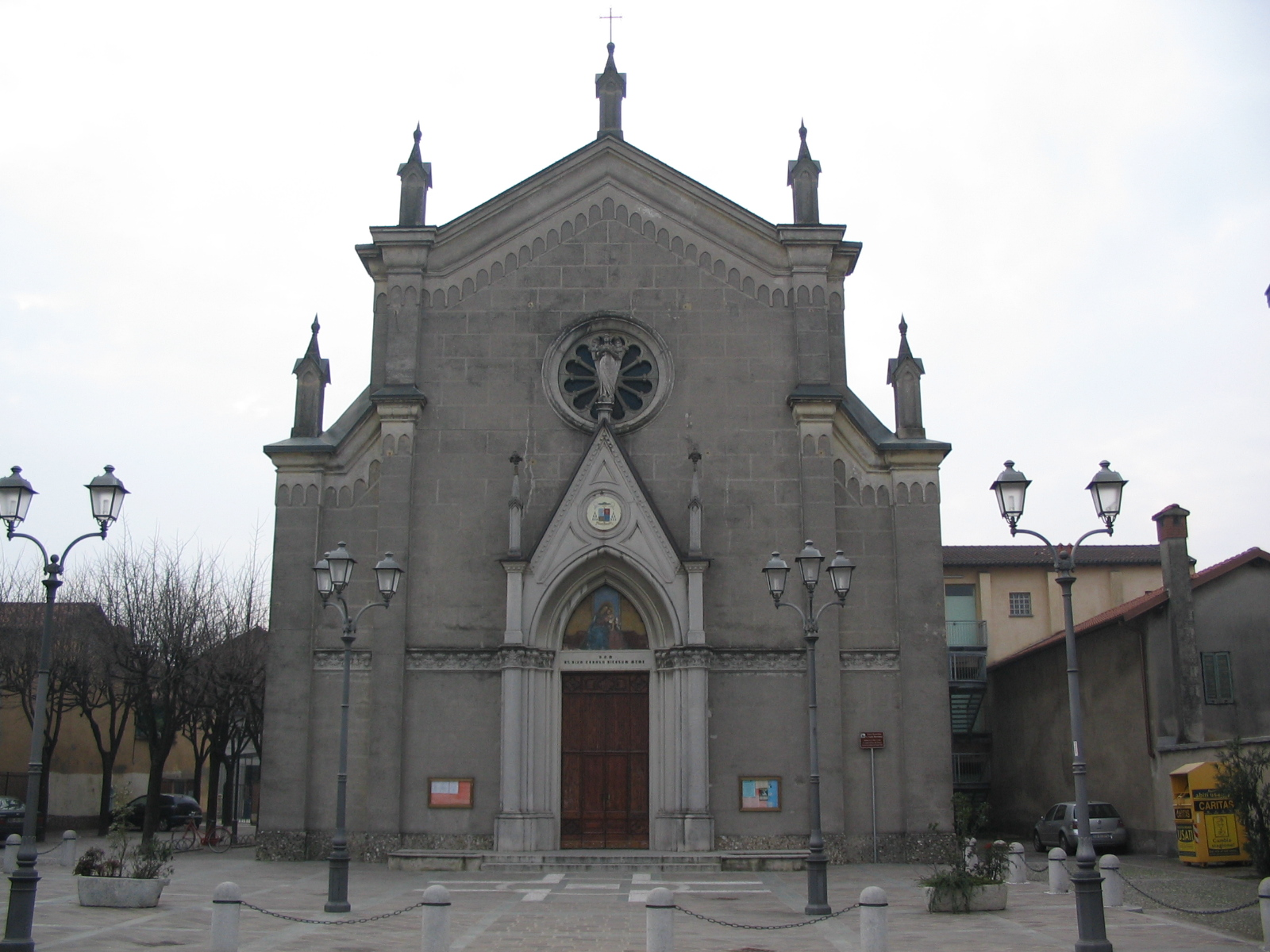
Chiesa di San Carlo Borromeo a Pognano (progetto, 1910)
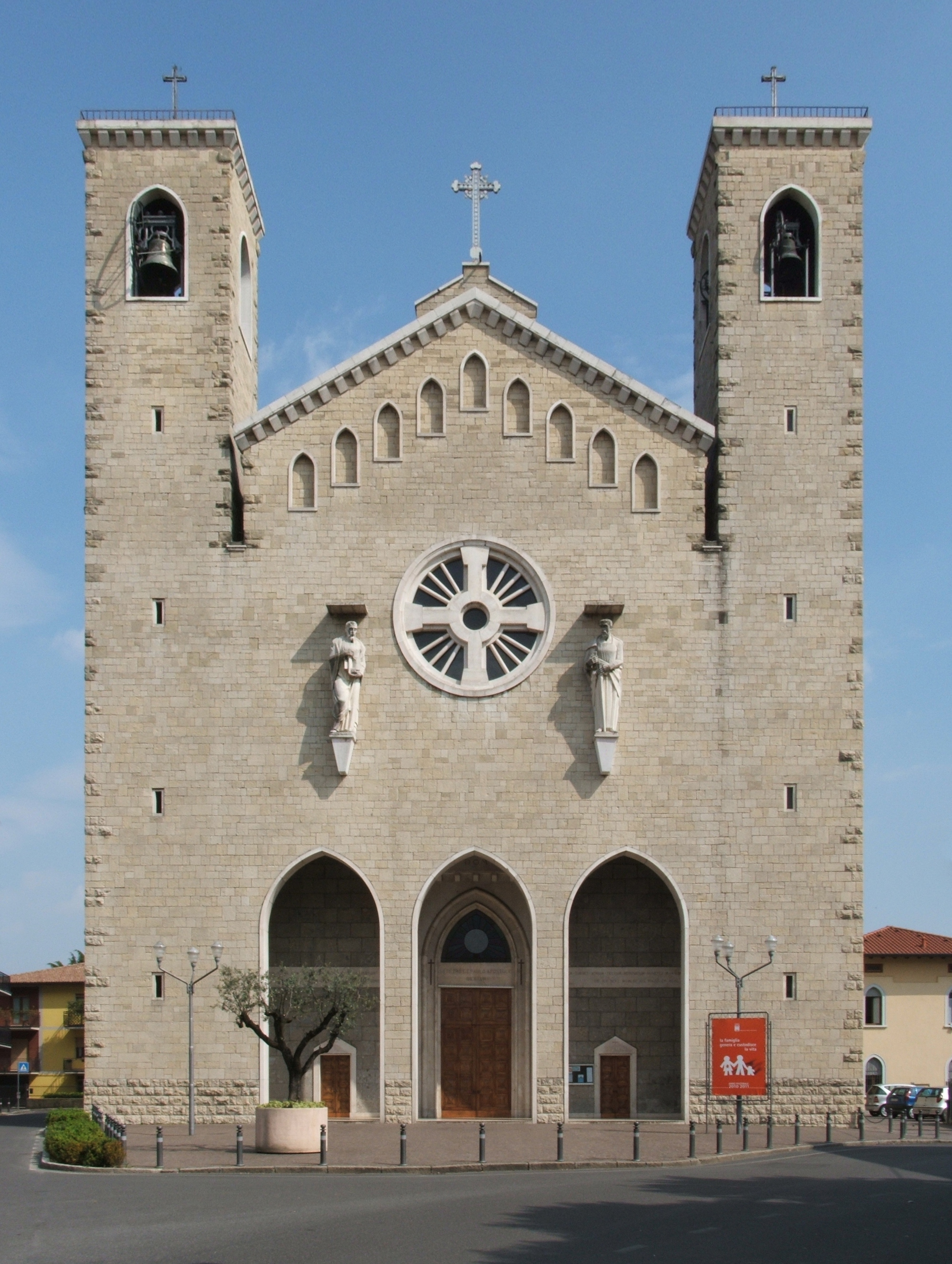
Chiesa parrocchiale Santi Pietro e Paolo, Boccaleone (1910)
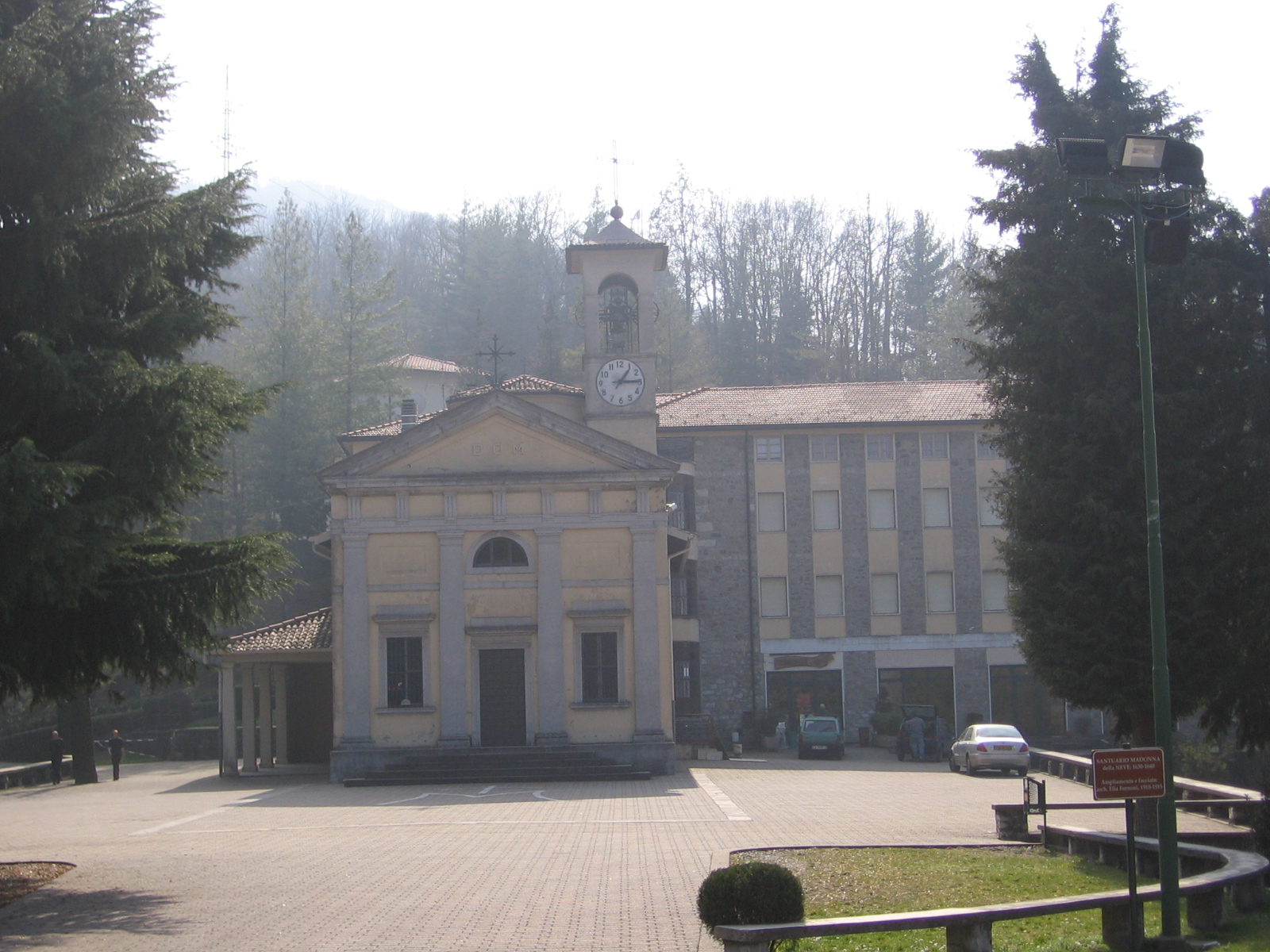
Santuario Madonna della Neve, Forcella di Pradalunga (1910-1915)
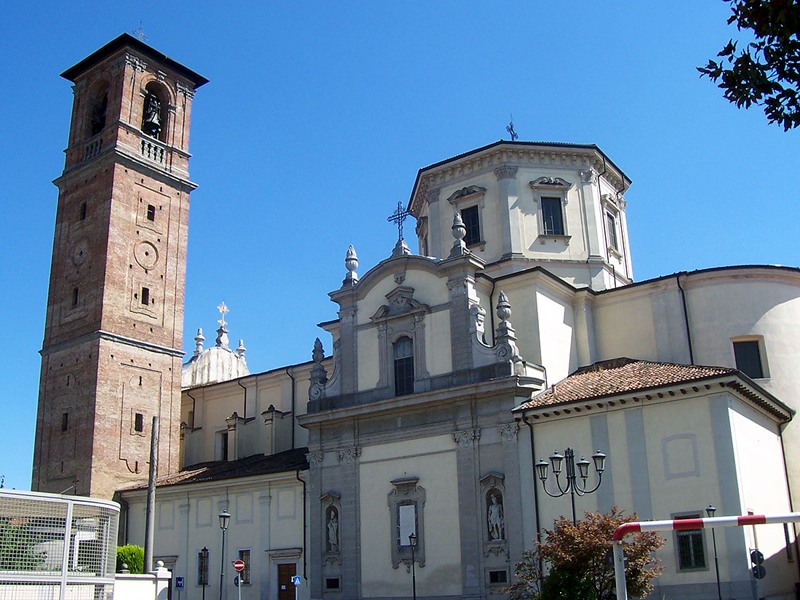
Chiesa parrocchiale Ss. Pietro e Paolo, Verdello (ampliamento, 1911)
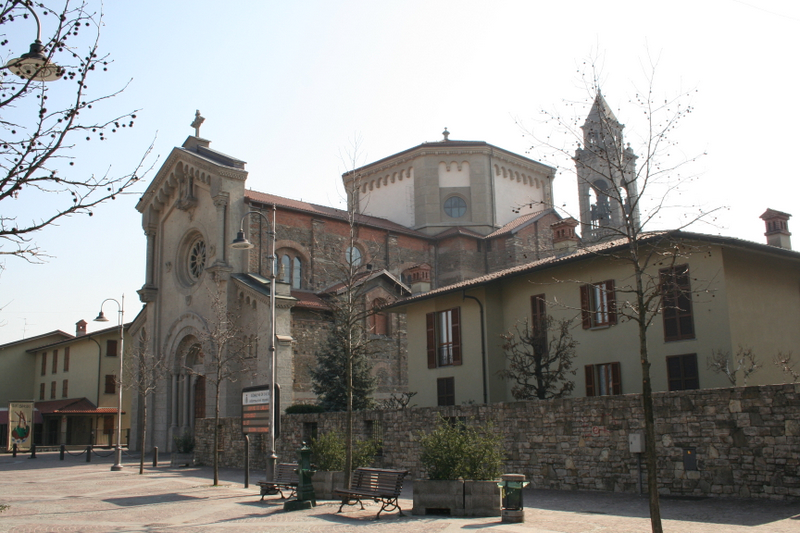
Chiesa parrocchiale di Santi Bartolomeo e Stefano, Lallio (1913)
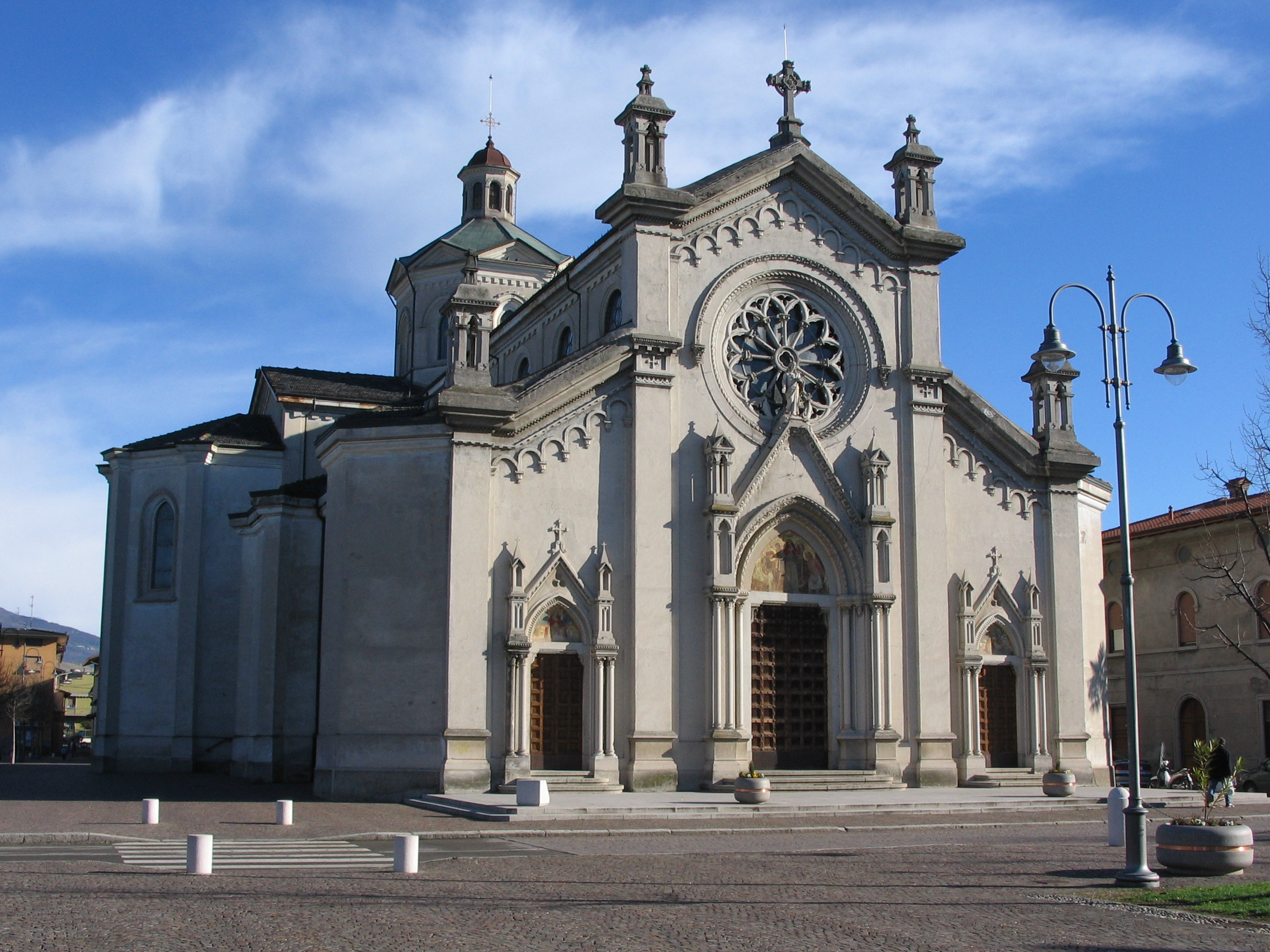
Chiesa parrocchiale del Sacro Cuore di Gesù, Bonate Sotto (progetto, 1924)
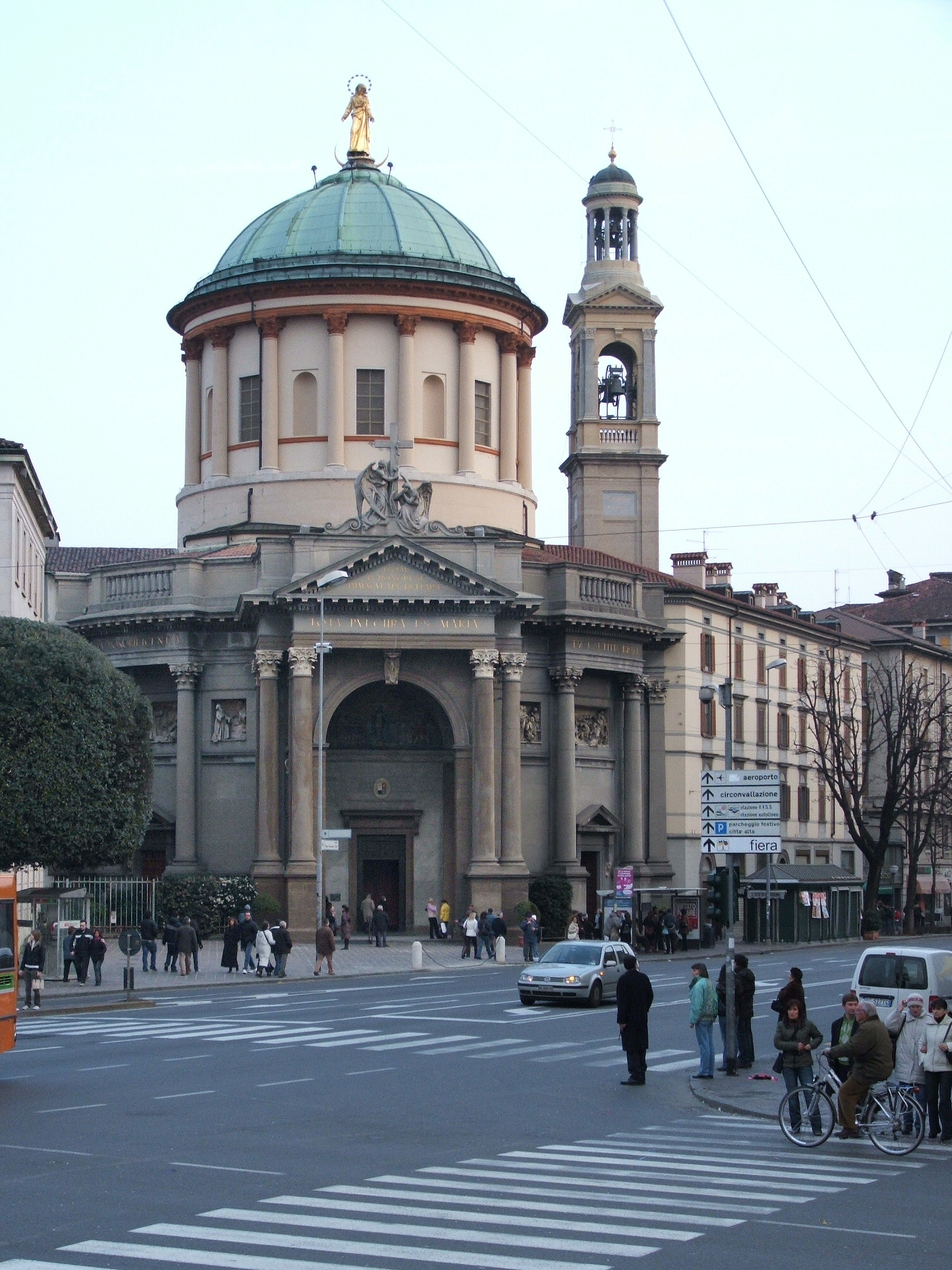
Chiesa di Santa Maria delle Grazie, Bergamo (pronao)
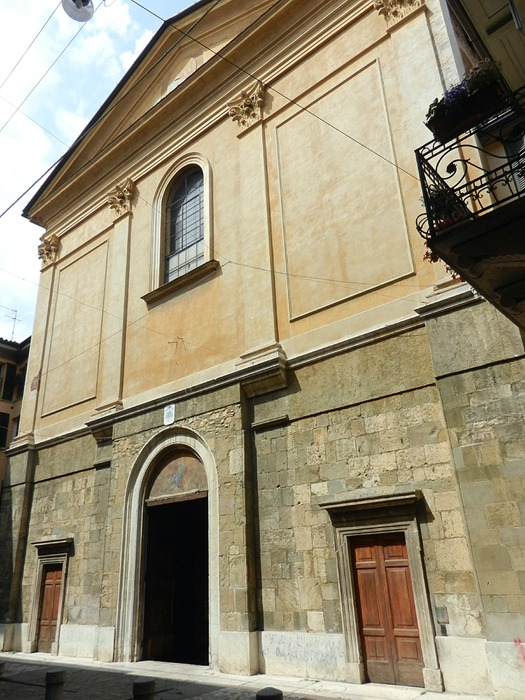
Chiesa del Carmine, Bergamo (facciata)
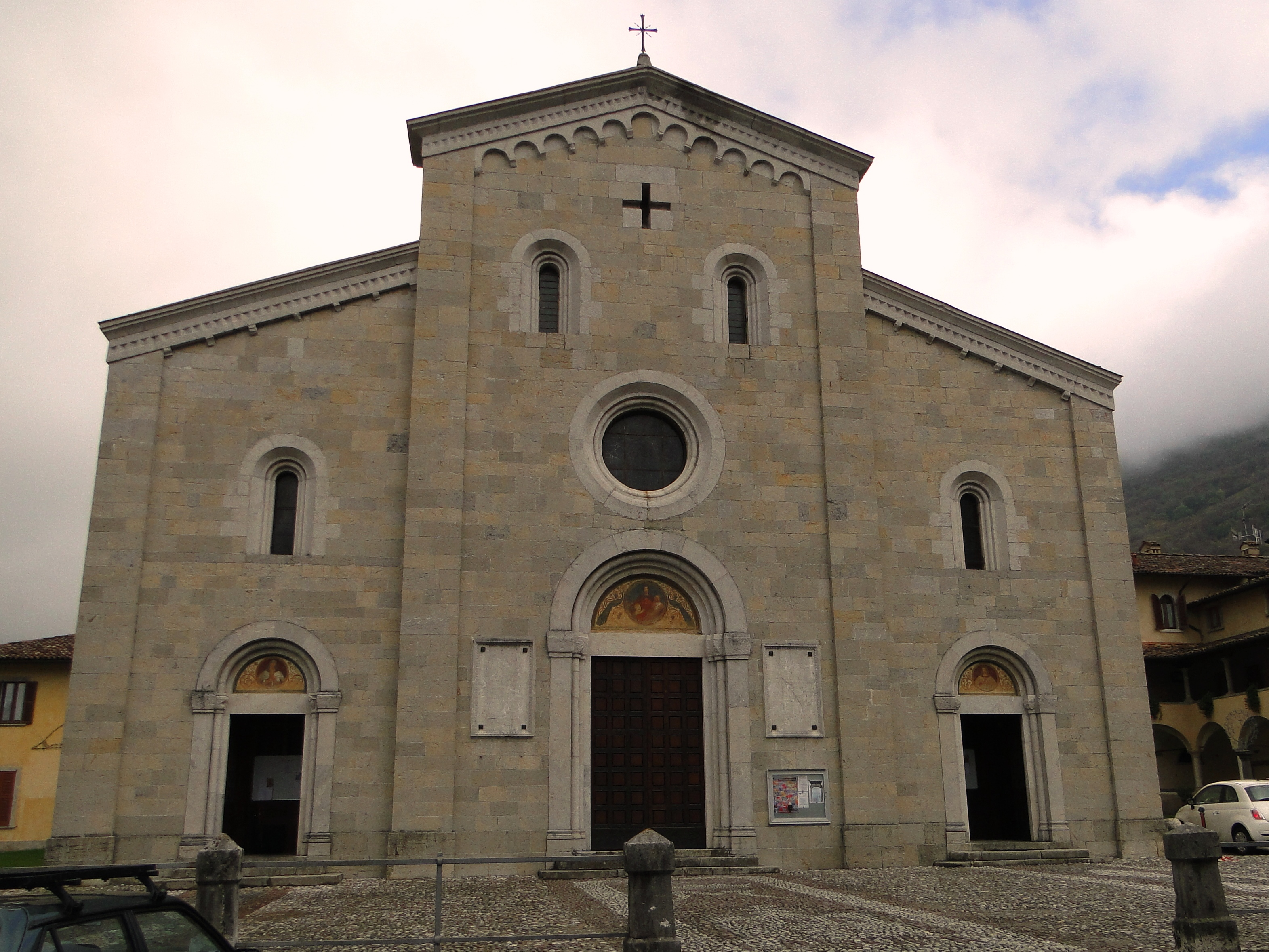
Abbazia San Benedetto, Abbazia di Albino (BG). Vista frontale della chiesa

## Opere

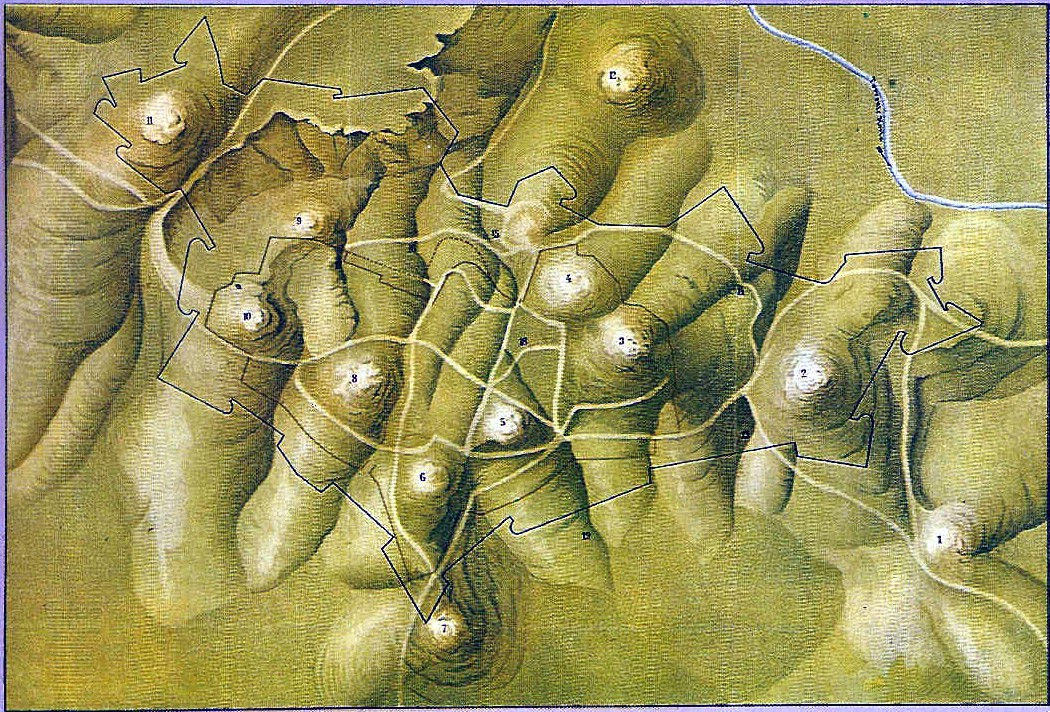
Orografia dei colli di Bergamo, 1883

- Guida di Bergamo artistica monumentale, Bergamo, 1878.
- Orografia di Bergamo, in "Atti dell'Ateneo", Bergamo, 1889-90.
- Studi sull'antica città di Bergamo, Bergamo, 1891.
- Il foro antico, Bergamo, 1895.
- Le vicine cittadine, Bergamo, 1903.
- Il Ponte di Lemine o della Regina, Bergamo, Istituto italiano d'arti grafiche, 1894.
- Manoscritti Fornoni (82 volumi), inedito
- L'abbazia S. Benedetto in Vall'Alta e i suoi ristauri, Bergamo, 1909.
- Gandino e la sua Basilica, Bergamo, Istituto Italiano D'Arti Grafiche, 1914.